# Antenato
Per antenato si intende un progenitore da cui deriva una linea di discendenza per via di sangue, riferito solitamente a un capostipite o ascendente del passato molto più lontano rispetto ai genitori o ai nonni di una famiglia in senso stretto. Più genericamente, si parla di antenato in riferimento a un organismo da cui discendono uno o più esseri genealogicamente collegati.

Una fotografia della famiglia dello storico Volodymyr Barvinok (sullo sfondo), con tre generazioni dei suoi antenati (1908)

## Significato tecnico e biologico
In biologia, il significato di antenato è legato alla teoria evoluzionistica, dove il termine può essere impiegato in riferimento a una specie o un gruppo di individui, con cui si intendono anche animali o piante da cui altri esseri si siano evoluti.
Per analogia, in ambito tecnico o ingegneristico, il termine antenato può talora indicare il prototipo o la versione originale di un dispositivo riprodotto successivamente.

### Cladistica
Risalire ad un'ascendenza comune consente di costruire il relativo cladogramma, ossia il diagramma della filogenesi di un lignaggio o di un gruppo di organismi.
La genetica chiama omologhi quei cromosomi appartenenti a individui diversi ma caratterizzati da un'omologia, cioè da una parziale identità morfologica, perché derivanti da un antenato comune.
Due individui sono geneticamente imparentati se l'uno è l'antenato dell'altro, oppure se condividono un antenato comune. Nella teoria dell'evoluzione, le specie che condividono un medesimo antenato sono dette discendenti comuni. Alcune ricerche suggeriscono che in media una persona abbia il doppio degli antenati femminili rispetto a quelli maschili. Ciò potrebbe essere dovuto alla prevalenza passata di relazioni poligamiche e di ipergamia tra le donne.

## Ambito giuridico
In ambito giuridico, per antenato si può intendere la persona da cui sia stata legalmente ricevuta una proprietà. Sebbene l'antenato sia spesso legato all'erede da una relazione di sangue, quest'ultima non è necessariamente implicita.
Secondo la legge italiana rientrano nella categoria dei cosiddetti ascendenti i genitori, gli ascendenti adottivi (ad esclusione delle adozioni di persone maggiori di età), e quelli di figli legittimati (per susseguente matrimonio o per provvedimento giudiziale).
L'ascendenza è disciplinata dall'articolo 538 del Codice civile che disciplina i diritti nelle successioni.
Per determinare l'ascendenza talora si ricorre al test del DNA, che può riguardare l'accertamento della paternità per scopi legali nel caso di dubbi riguardanti i genitori di un bambino.

## Ascendenza biologica e culturale
Il DNA viene studiato anche a fini scientifici per comprendere meglio l'ascendenza e la storia complessiva degli esseri umani negli ultimi 50.000 anni. Le conoscenze ottenute da tali ricerche sono state uno degli esiti del progetto genoma umano.

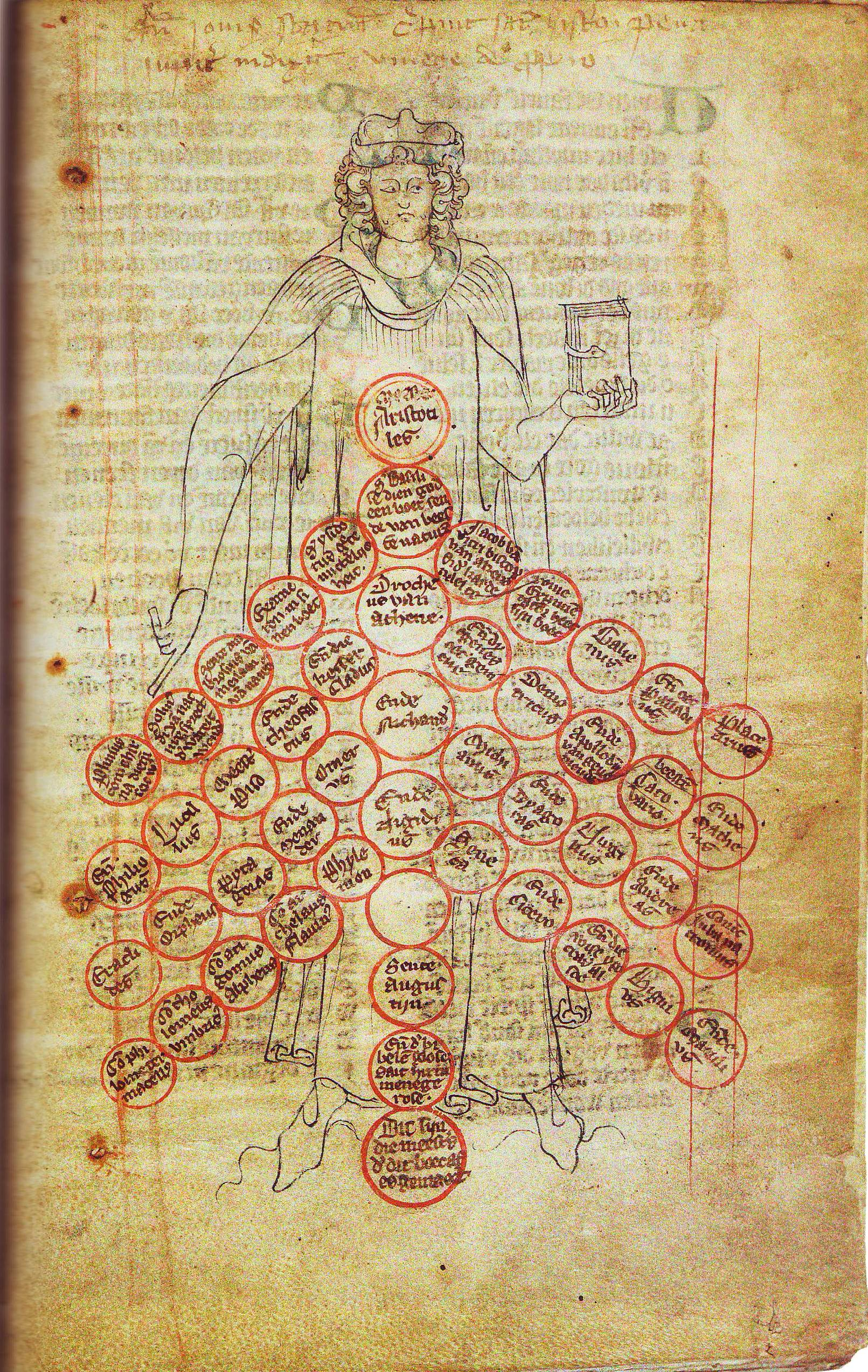
Genealogia ad albero in una miniatura medievale.

Nelle società umane, tuttavia, le regole culturali della discendenza possono differire dalle linee di discendenza biologica, perché talora includono anche parenti adottivi o riconosciuti legalmente, nonché fratelli e sorelle collaterali (quali zii, o prozii), tra gli antenati di una persona. 
Nelle società in cui vige il principio della discendenza monolineare, il costrutto sociale più ristretto di tale discendenza è la «linea maschile», o patrilineare: soprattutto nelle famiglie nobili, il valore del lignaggio o della stirpe limita gli antenati di una persona ai suoi avi di sesso maschile, tra i quali vengono conteggiati solo i figli legittimi del rispettivo padre in ogni generazione, chiamati agnati sin dall'epoca del diritto romano. Anche l'ordine di nascita dei figli può svolgere un ruolo speciale nella successione, data l'importanza assegnata alla primogenitura.
Nel mondo esistono tuttavia circa 160 gruppi etnici e popolazioni indigene che, al contrario, limitano la loro discendenza solo alla linea materna.
Nell'ambito della genealogia, la discplina che studia l'ascendenza storica di una famiglia, gli antenati di una persona, compresi quelli viventi, vengono presentati generalmente in un apposito grafico detto «tavola» o «albero genealogico».

## Aspetti antropologici
Dal punto di vista antropologico, le varie culture e società anteriori all'epoca industriale e post-industriale mostravano nel complesso grande rispetto, venerazione o devozione per i propri antenati, sia anziani se ancora in vita, che defunti, fino a vere forme di culto.
Oggi in ambito occidentale gli antenati possono avere relativamente poca importanza; in molte famiglie non si ha spesso alcuna conoscenza dei propri trisavoli.
All'opposto le culture orientali, come quella cinese, sono tuttora connotate in generale da un profondo rispetto per gli antenati. Anche la Corea è un esempio di cultura molto impegnata nel culto degli antenati, che riserva loro particolare venerazione. 
Si rileva a ogni modo come la genealogia, ossia lo studio dei propri antenati, stia crescendo in popolarità, e come essa annoveri sia genealogisti amatoriali che professionisti.